# Ring (film 1977)
Ring è un film del 1977, diretto da Luigi Petrini.

## Trama
Ciro Esposito, dopo l'omicidio del padre per mano del boss Don Alfonsino (a sua volta ucciso su ordine dell'altro boss Farracone, facendolo sembrare un suicidio), entra a fare parte dell'ambiente del pugilato, perché durante una scazzottata è stato notato dal manager Gegè, che vede in lui la stoffa del campione. Dopo varie esperienze, a Ciro viene offerto di combattere per il titolo europeo contro Tommy Davis di Liverpool, ma Gegè teme sia più esperto e allenato di Ciro; ricattato, viene costretto a firmare il contratto. La sera dell'incontro le prime riprese sembrano appannaggio di Ciro, ma Davis si scatena fino alla decima ripresa, quando Ciro finisce al tappeto dopo un destro del pugile inglese. A quel punto Rosaria, sorellina di Ciro, che non parlava più dalla morte del padre per lo choc subito, vedendo il fratello in quello stato, si alza e urla il suo nome. Al richiamo della sorellina, Ciro ritrova le forze e si scatena vincendo l'incontro per K.O.: è campione e si riconcilia con la sua ragazza Alba.

## Distribuzione
Il film, presentato alla Commissione di Revisione Cinematografica il 9 dicembre 1977 e revisionato il 16 dicembre, ottenne il visto censura n. 71.286 del 19 dicembre 1977 con una lunghezza di 2.750 metri; viene giudicato visibile per tutti, a condizione di alleggerire le scene dell'uccisione del padre. La prima proiezione pubblica avvenne il 24 febbraio 1978. L'incasso è sconosciuto. Esordio al cinema per Victor Cavallo, qui con il suo vero nome, Vittorio Vitolo.

## Luoghi di ripresa
Gli esterni del film sono stati girati a Sorrento.